# Ахалсопели (Кварельский муниципалитет)
Ахалсопели (груз. ახალსოფელი; Бывший Дзвели Гавази) — село в Грузии. Находится в восточной Грузии, в Кварельском муниципалитете края Кахетия. Расположено в Алазанской долине, между реками Аванисхеви и Шарохеви, на высоте 440 метров над уровнем моря. Центр волости (Балгоджиани, Тиви, Тхилисцкаро, Шорохи, Сацхене). От города Кварели располагается в 15 километрах. По результатам переписи 2014 года в селе проживало 4158 человек. Ахалсопели находится на территории исторической деревни Гавази. В XVIII веке население Гавази из-за постоянных набегов лезгин (Лекианоба) переселилось ближе к реке Алазани, где была построена одноимённая деревня. Территорию Дзвели Гавази вновь заселили в 1850 году. В окрестностях Ахалсопели есть памятник архитектуры VI века — церковь Богородицы Дзвели Гавази.

## Население
Согласно переписи 1926 года, национальный состав села был следующим:
- грузины — 63,4 %;
- лезгины — 32,5 %;
- другие — 5 %.

## Примечание
1. ↑  Административно-территориальные единицы Грузии Архивировано 19 сентября 2013 года.  (груз.)
2. ↑  Грузинская советская энциклопедия :  [груз.] : 12 ტ. / Гл. ред. И. В. Абашидзе. — Тбилиси : Гл. науч. ред. ГСЭ, 1977. — Т. 2. — С. 95.
3. ↑  მოსახლეობის საყოველთაო აღწერა 2014. საქართველოს სტატისტიკის ეროვნული სამსახური (ნოემბერი 2014). Дата обращения: 7 ნოემბერი, 2016. Архивировано 11 ноября 2020 года.
4. ↑  Телавский уезд 1926. Дата обращения: 31 октября 2018. Архивировано 31 октября 2018 года.